# Хэндбайк

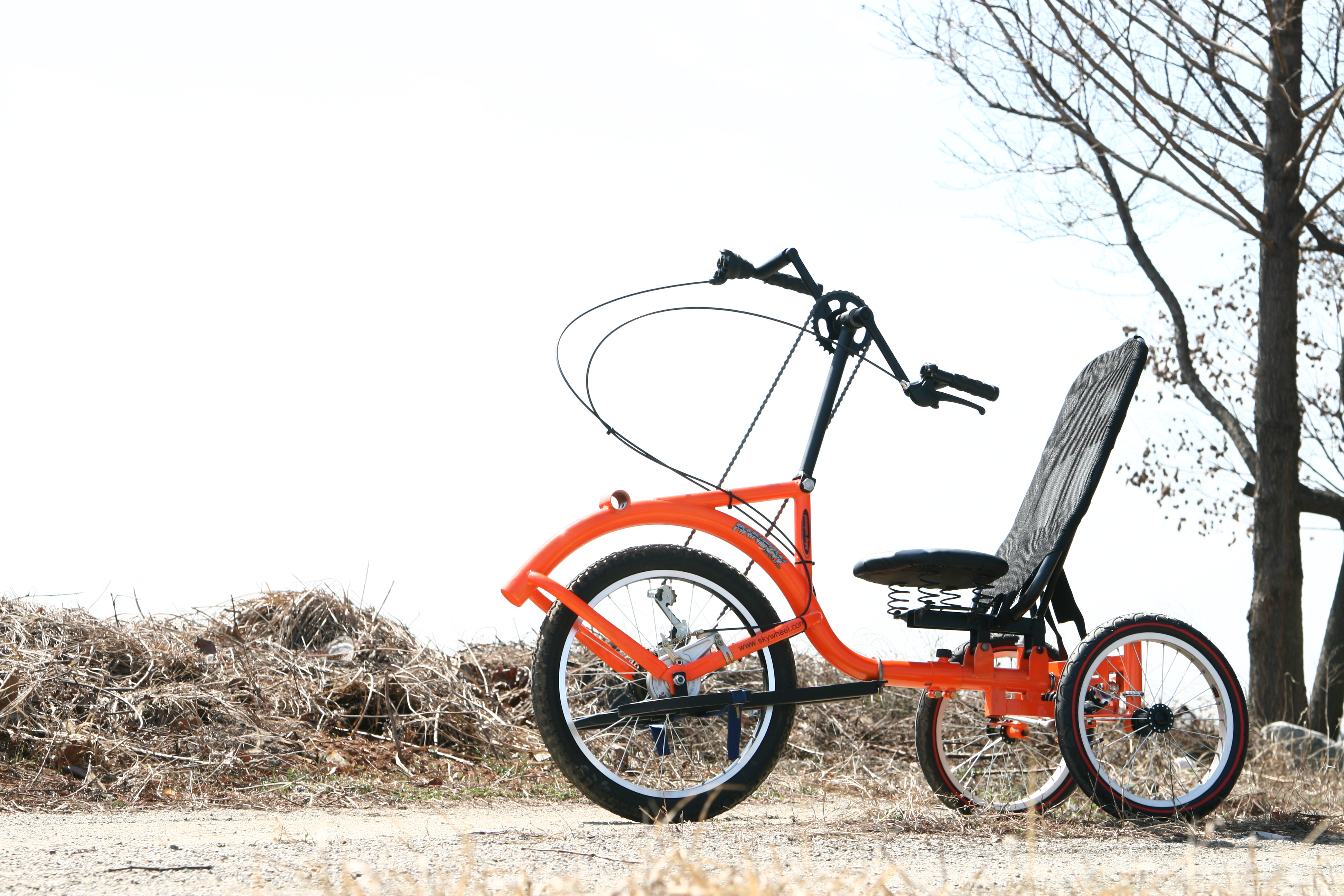
Хэндбайк с высокими посадкой и вертикальной спинкой

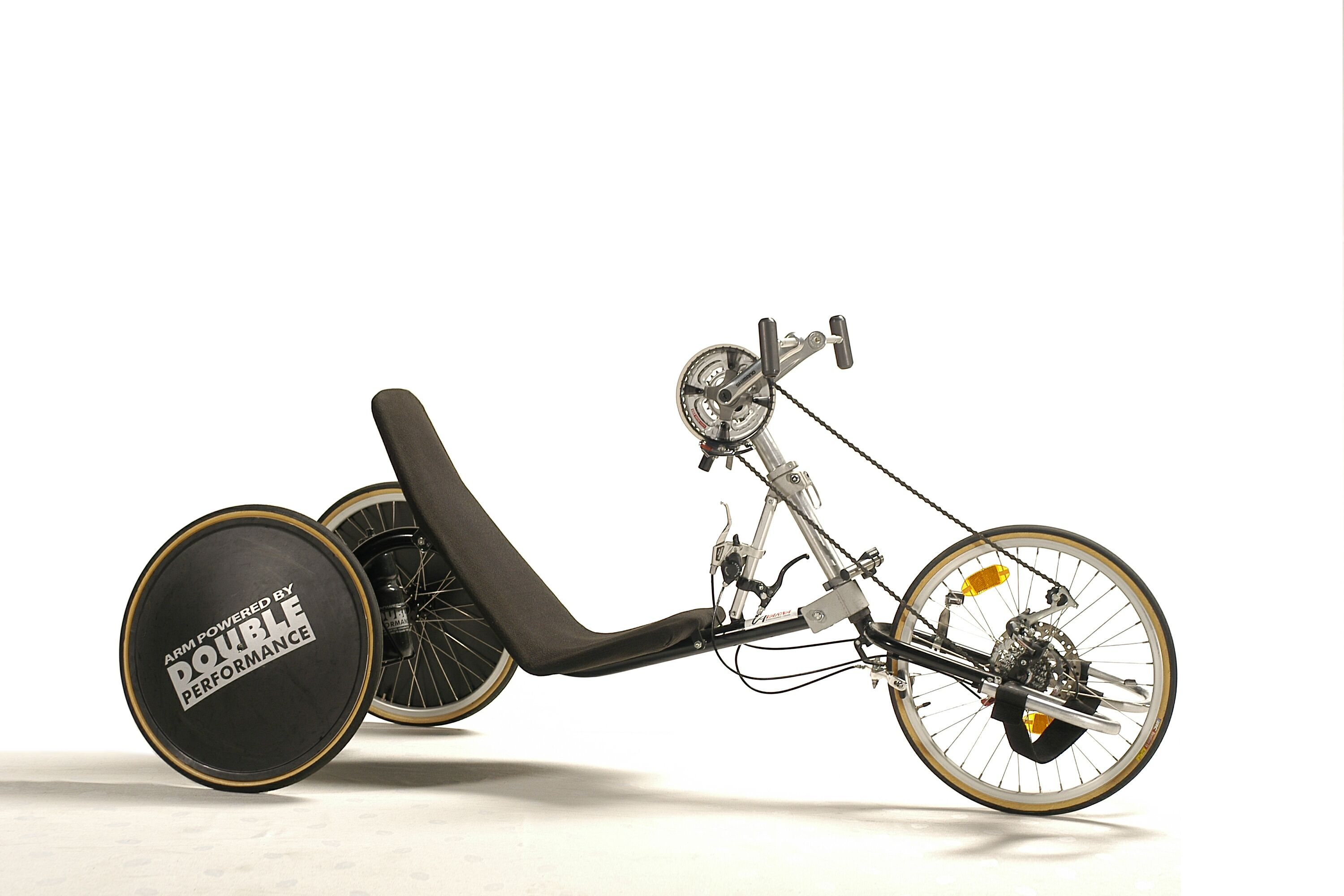
Хэндбайк производства Varna с низкими посадкой и откинутой спинкой

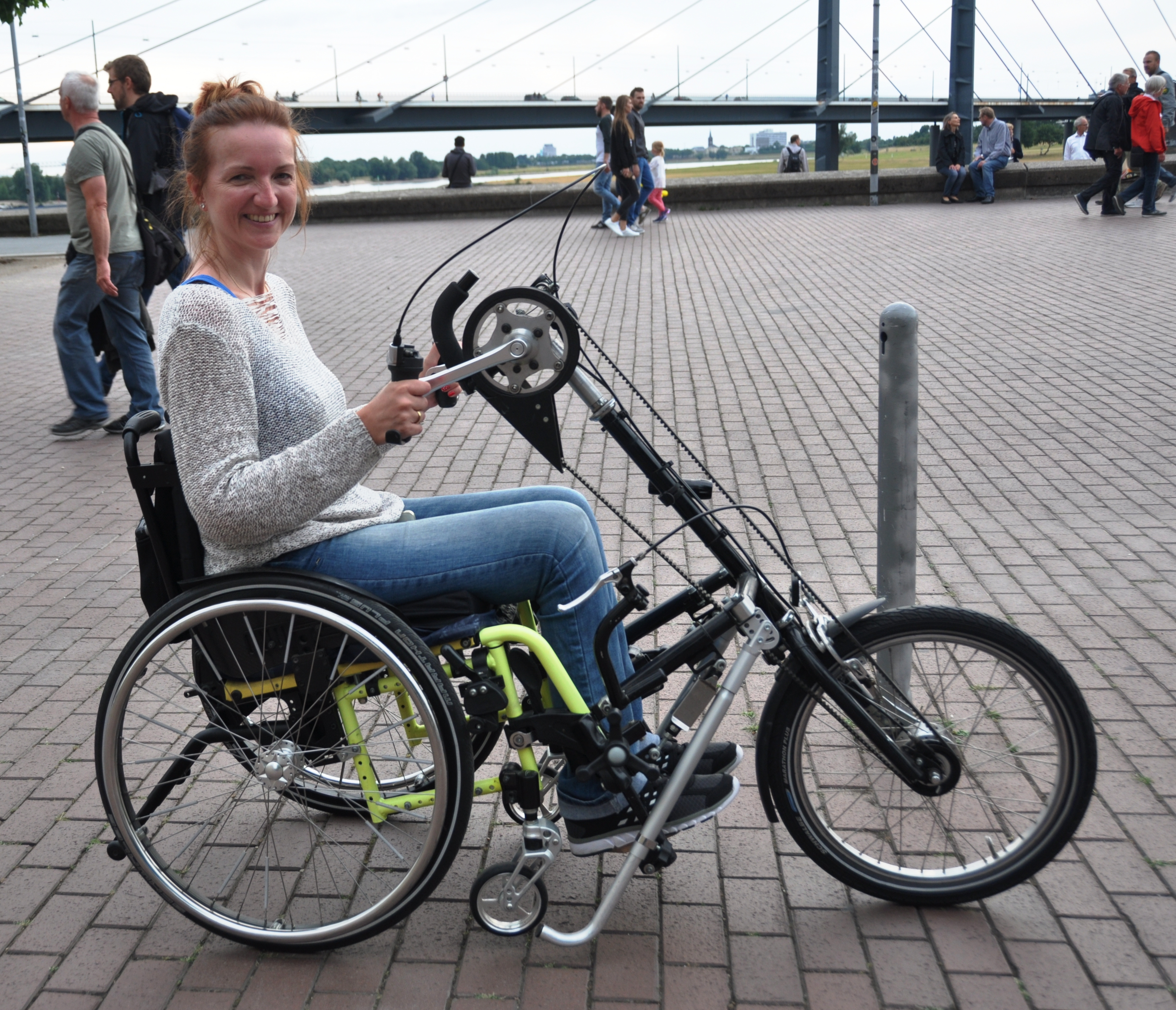
Хэндбайк, трансформирующийся в инвалидную коляску

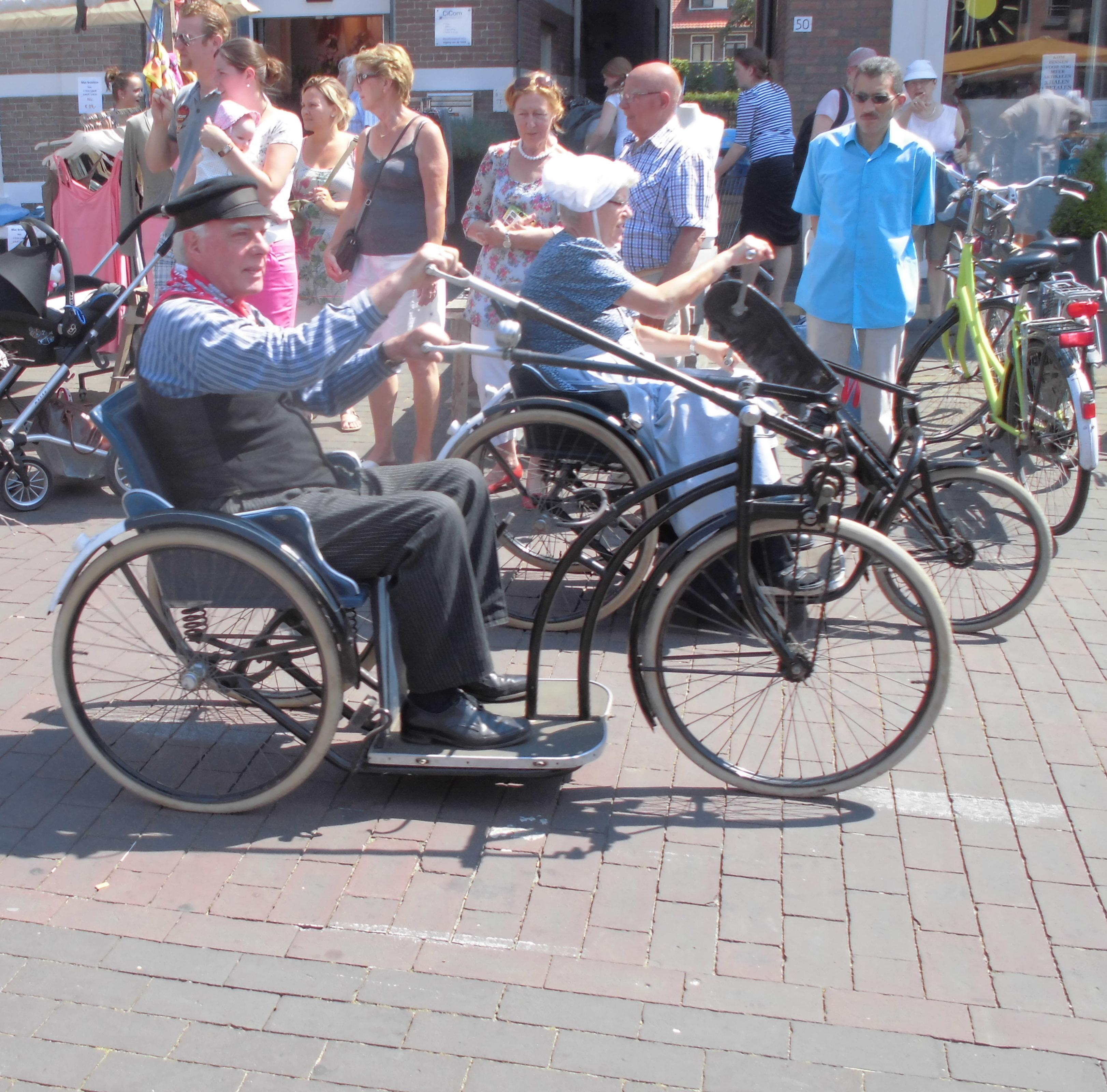
хэндбайками пользуются инвалиды, как инвалидной коляской

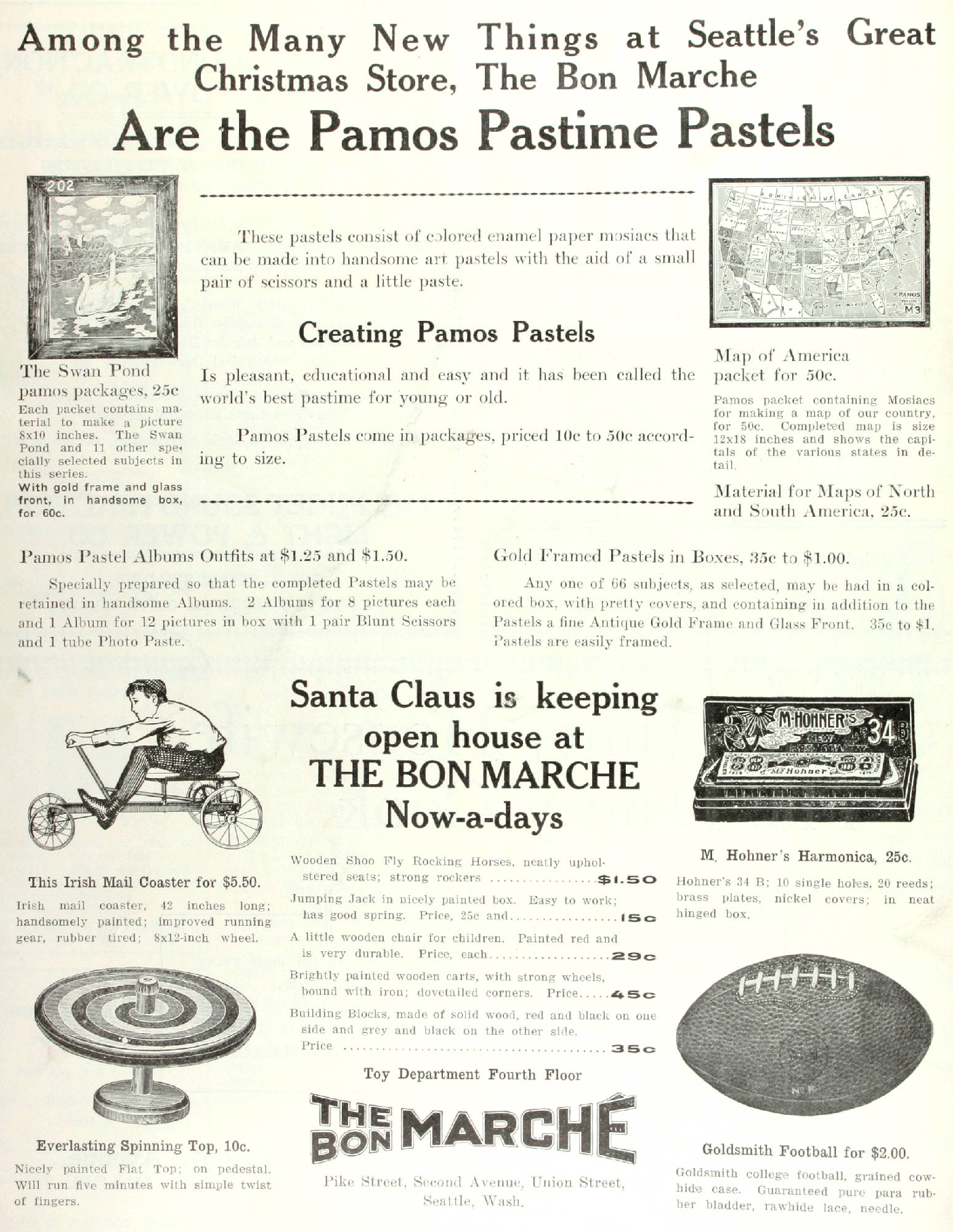
детский хэндбайк приводимый в движение только руками 1912 год

Хэндбайк (англ. handcycle), известный также как велосипед с ручным приводом — разновидность велосипеда, который приводится в движение с использованием рук, а не ног. Большая часть хэндбайков являются трёхколёсными (переднее колесо как рулевое). Подобный вид транспортного средства с ручным приводом разрабатывается и выпускается многими производителями специально для лиц с ограниченными возможностями. В частности, хэндбайки можно увидеть на различных выставках транспорта, работающего с помощью мускульной силы.

## Описание
Хэндбайки представляют собой трёхколёсные велосипеды с трансмиссией, приводимой в действие не ногами, а руками (то есть система ведущих звёзд в хэндбайках располагается буквально на руле). Переднее колесо является ведущим и управляется с помощью дерэйлера, также приводимого в действие с помощью рук — поворот обычно осуществляется за счёт наклона вилки колеса в ту или другую сторону. Тормозные рычаги устанавливаются на поручнях, установленных на одном и том же уровне, в отличие от велосипедных педалей, что позволяет велосипедисту с помощью туловища лучше управлять хэндбайком. Система ведущих звёзд и переднее колесо вращаются вместе, что позволяет управляющему хэндбайком одновременно маневрировать и развивать скорость.
Существуют варианты хэндбайков с двумя передними колёсами и одним задним, а также варианты наподобие самоката (два колеса). Хэндбайк отличается от инвалидной коляски тем, что инвалидную коляску приводят в движение, вращая основные колёса, а хэндбайк приводится в движение с помощью вращения педалей.

## Варианты

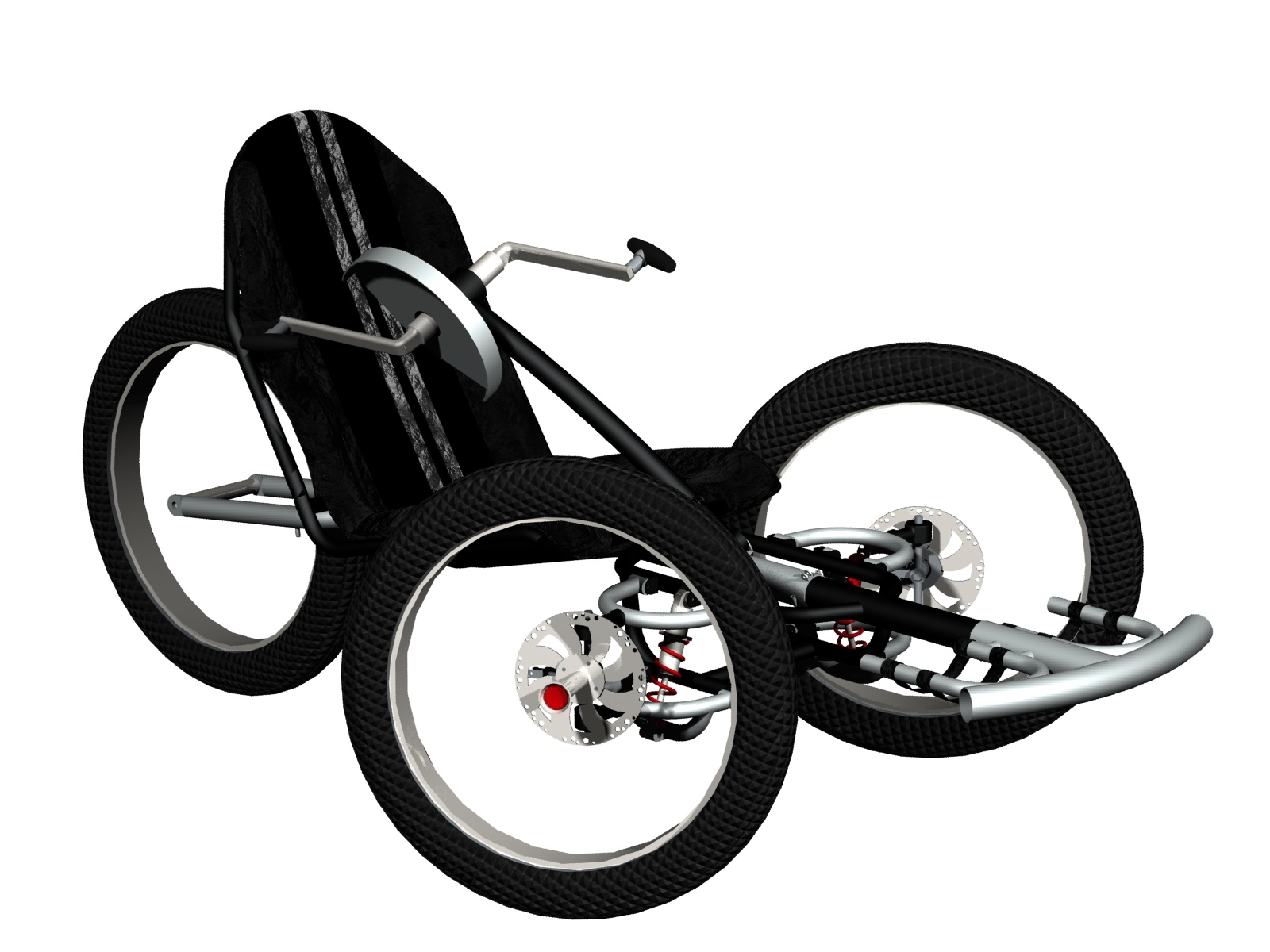
Горный хэндбайк

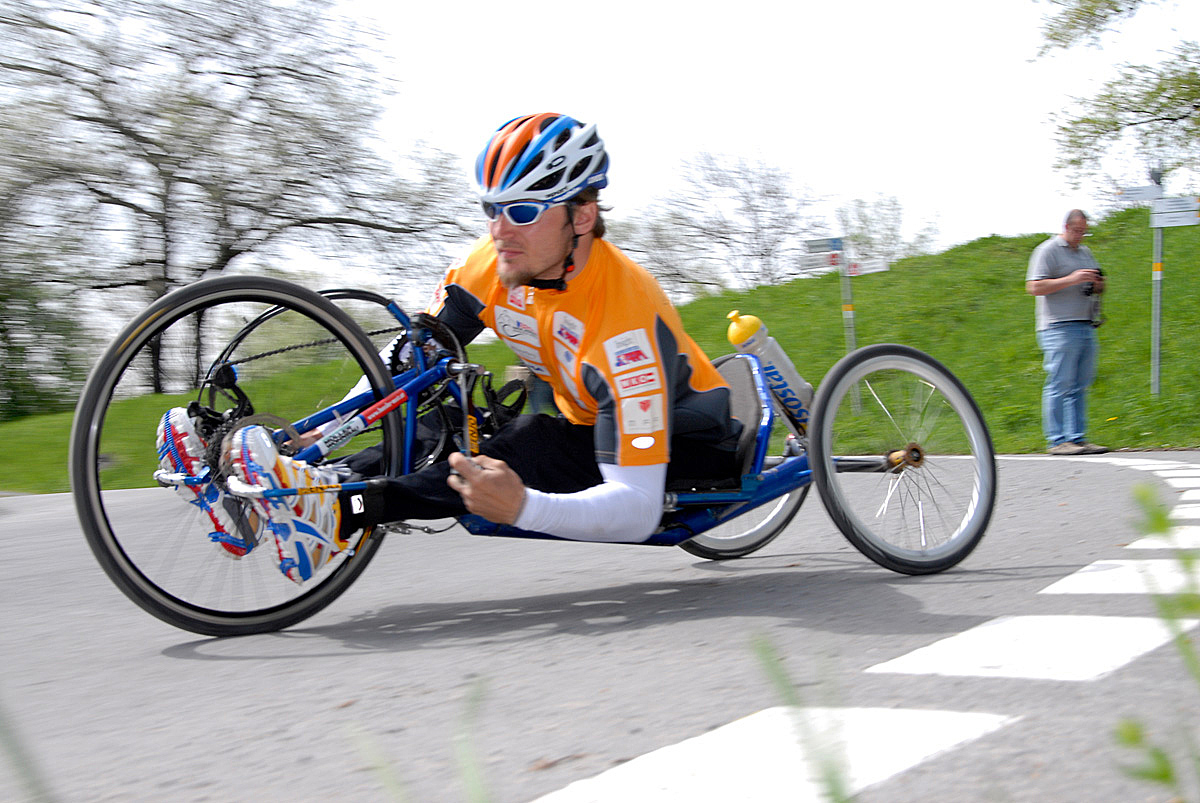
Австриец Филипп Бонадиманн за рулём гоночного хэндбайка

Хэндбайки могут выполняться в разных вариантах, вследствие чего могут быть доступными почти для всех лиц с ограниченными возможностями. Выпускаются различные гибридные варианты, напоминающие как хэндбайк, так и лигерад и трицикл.

### С велосипедной вилкой
Большая часть хэндбайков представляют собой хэндбайки с вилкой руля и предназначены для лиц, перенёсших травмы позвоночника и повреждения спинного мозга. Подобные хэндбайки выпускаются со съёмными подставки для ног, сиденьями с возможностью разного наклона, разнообразными вариантами трансмиссии и звёзд, а также шинами и колёсами разных конфигураций (для гонок, отдыха или туризма). Ведущие производители подобных моделей — компании Invacare (Top End), Intrepid Equipment, Varna, Schmicking и Sunrise Medical (Quickie). В России производством занимается, в частности, компания «Обсервер»; разработкой некоторых моделей занимается научно-технический центр при Московском государственном машиностроительном университете.

### С наклоном тела
Поворот подобных хэндбайков осуществляется путём собственно наклонения тела водителя в ту сторону, куда водитель хочет повернуть, но на высокой скорости поворот обычно небезопасен. Система с наклоном тела схожа с катанием на одной лыжне: человек наклоняется телом туда, куда хочет повернуть. Обычно это используется лицами, у которых небольшие травмы, не затрагивающие серьёзно центральную нервную систему, хотя есть лица и с более серьёзными травмами, управляющие подобными хэндбайками. Ведущие производители подобных моделей — Lighting Handcycles и Brike International Ltd. (Freedom Ryder). В России производством занимается компания «Обсервер».

### Внедорожник
Хэндбайк-внедорожник представляет собой хэндбайк с двумя передними колёсами и одним задним, а также с меньшим передаточным числом. Это позволяет велосипеду преодолевать крутые склоны, а водитель управляет им точно так же, как обычно люди управляют Горным велосипедом. Более широкие шины с подходящим протектором позволяют управлять и обычным хэндбайком, как внедорожником.

### Туристический
Хэндбайки используются любителями велосипедного туризма, поэтому производители выпускают также модели с брызговиками и багажниками. Масса хэндбайка с развитием технологий значительно снижается, а его управление на долгих подъёмах и длительных дистанциях значительно улучшается.

### Гоночный вариант
Хэндбайк с низкой посадкой используется в гонках. Он минимизирует сопротивление воздуха и максимизирует боковое ускорение, что позволяет проходить гоночные повороты и избегать аварий с переворотом велосипеда.

### Трансформер
Переднее колесо и велосипедный руль с педалями могут сниматься, и тем самым хэндбайк превращается в обычную инвалидную коляску.

## Применение
Хэндбайк используется в качестве транспортного средства инвалидами (в том числе инвалидами-колясочниками) для реабилитации и поддержания формы. В частности, он рекомендуется при проблемах с опорно-двигательным аппаратом, нарушении кровоснабжения тканей, мозга и внутренних органов, а также нехватки нагрузки на сердце. При управлении хэндбайком ускоряется циркуляция крови и вырабатывается эндорфин, что улучшает самочувствие и настроение (в день возможно проехать от 20 до 100 км). Хэндбайк служит альтернативой занятиям в тренажёрном зале, поскольку загружает циклической нагрузкой верхний плечевой пояс, спину и пресс, а также помогает активировать восстановительные и обменные процессы. Это является профилактикой от «офисных болезней», симптомами которых служат боли в кистях, локтях, плечевых суставах, спине и шее.

## Галерея

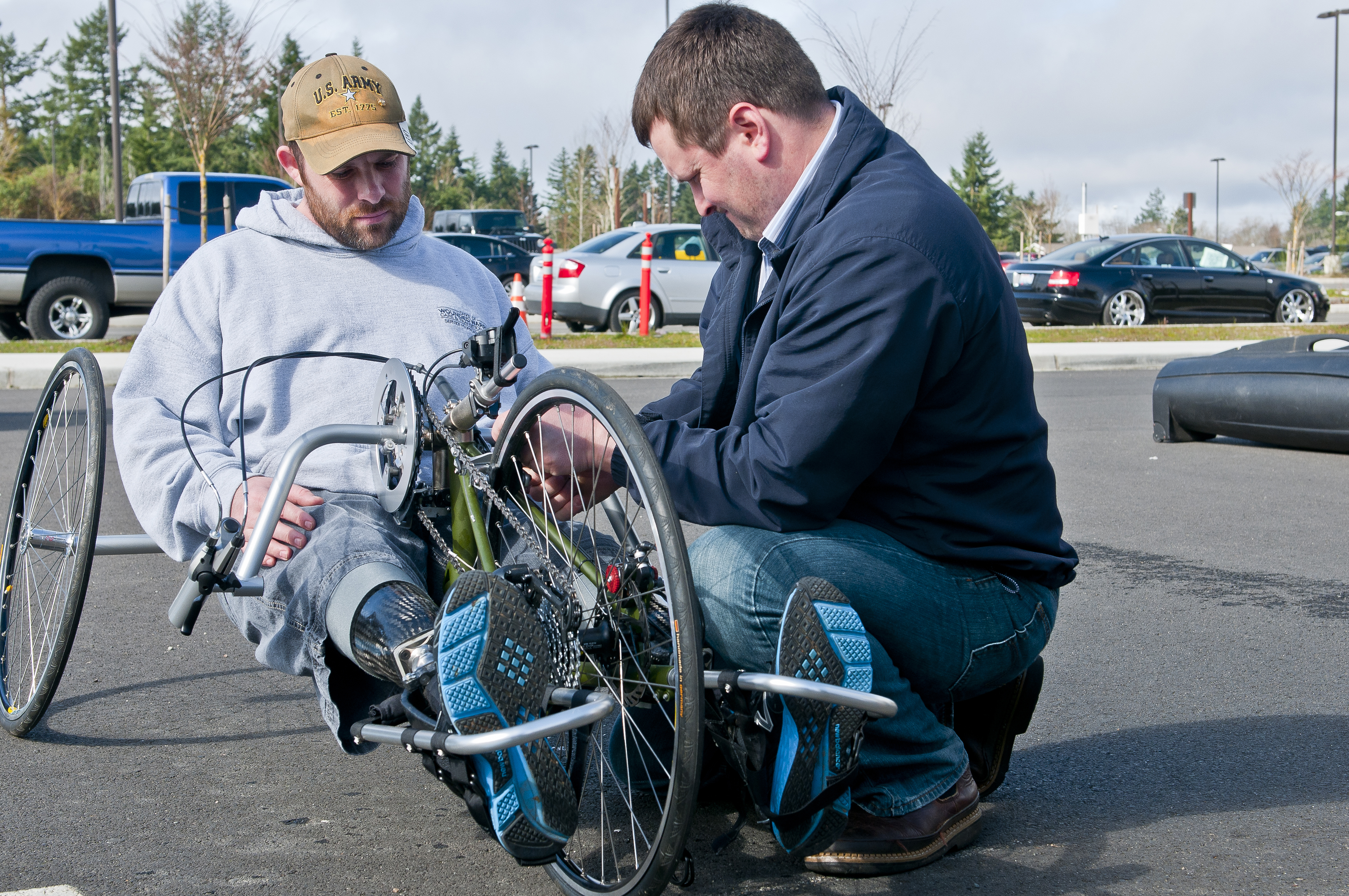
Эрин Шефер, ветеран ВВС США, перед соревнованиями Wounded Warrior (2012)
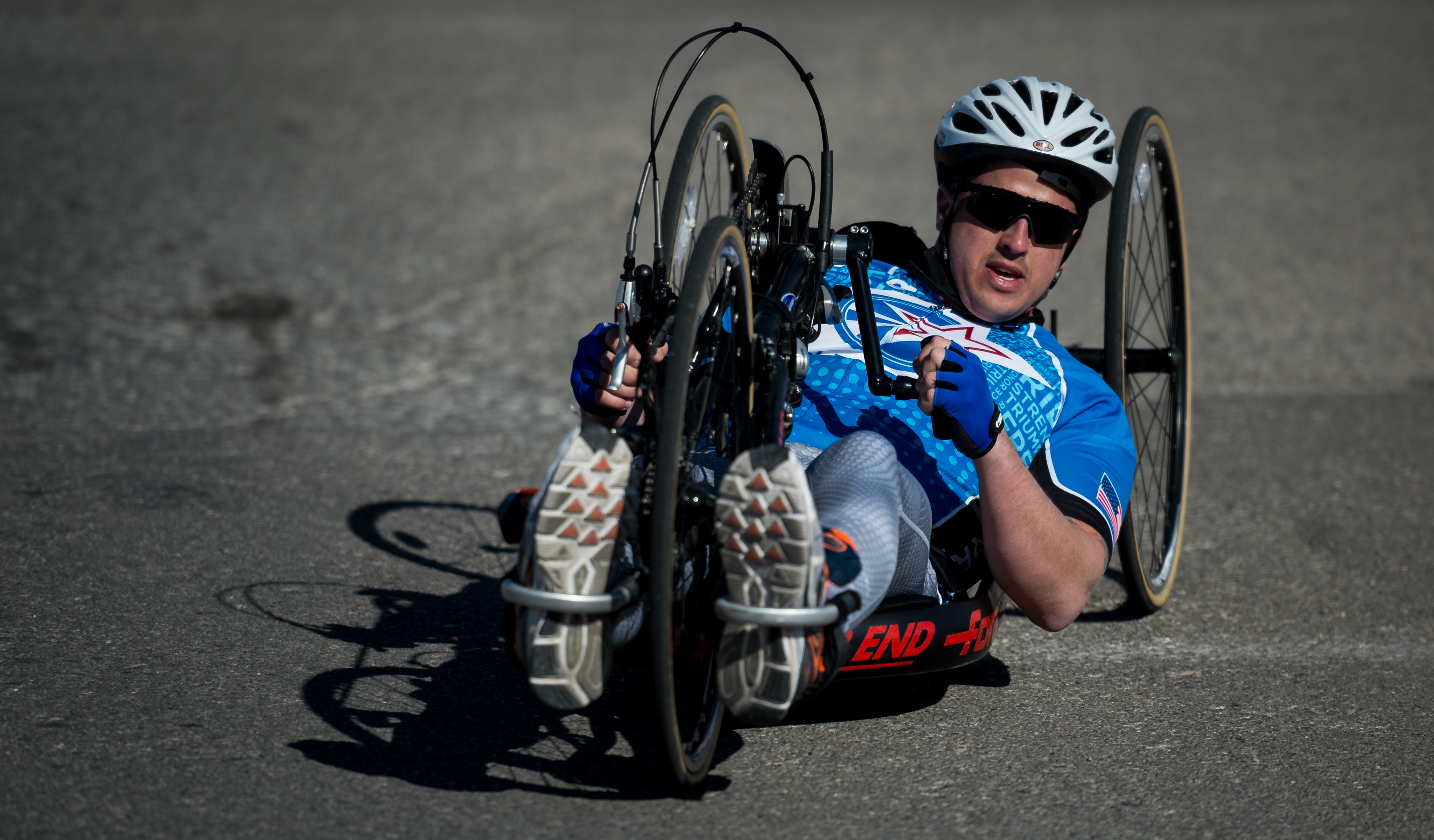
Гонка инвалидов на хэндбайках (Wounded Warrior, 2015 год)
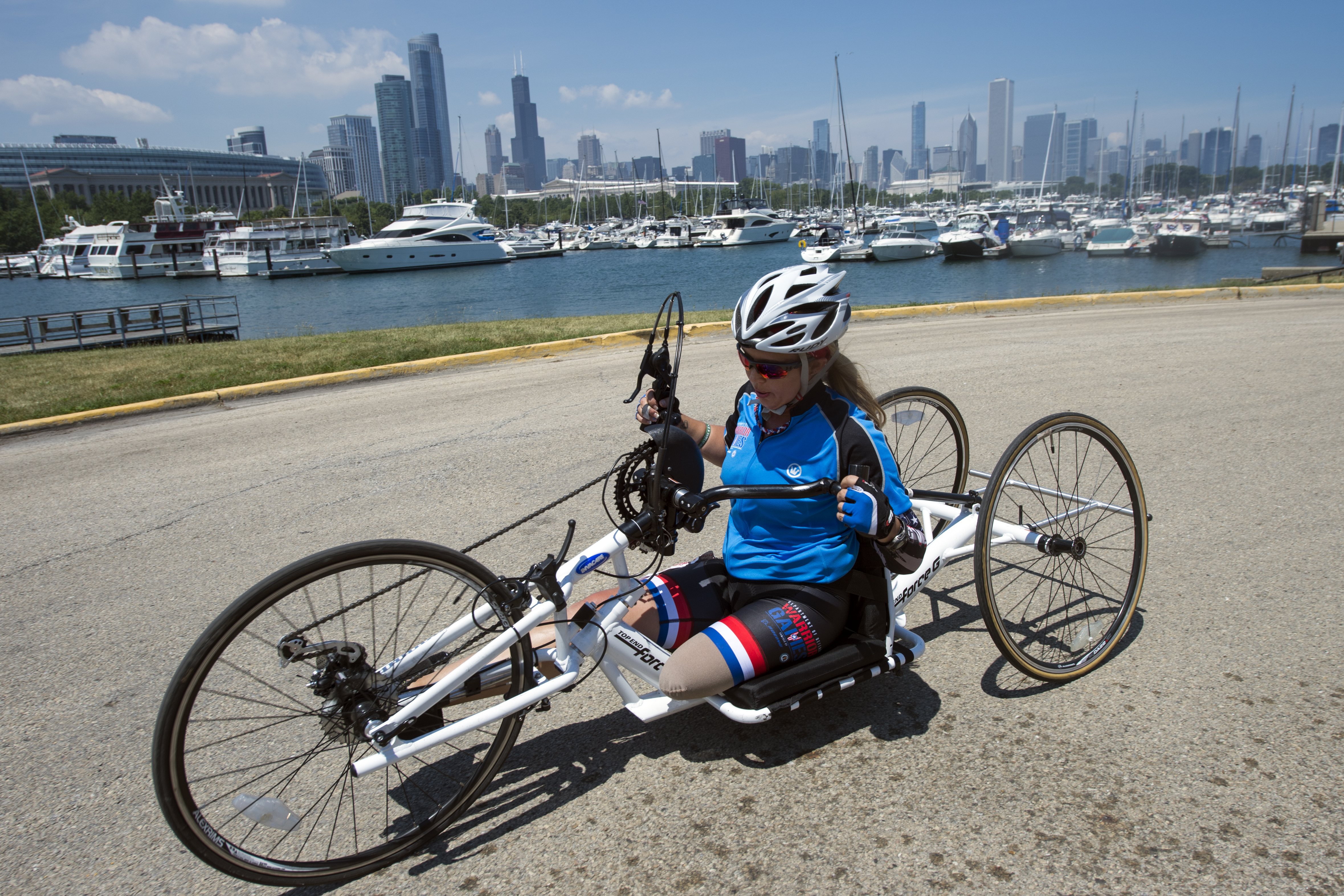
Гонщица Хизер Картер, старшая рядовой авиации ВВС США, на соревнованиях в Чикаго (2017 год)
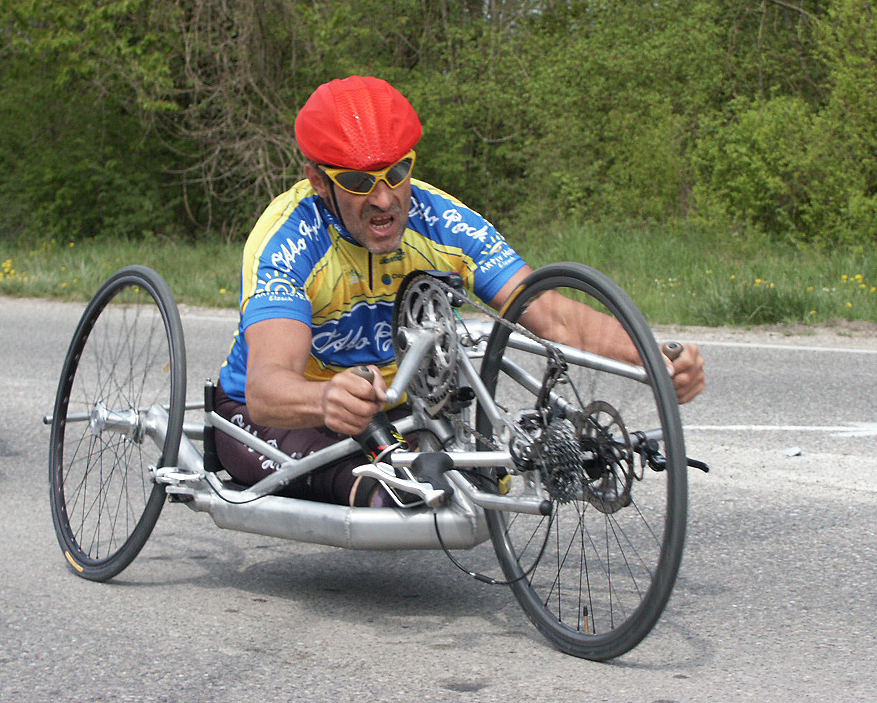
Йоханн Майрхофер[нем.], австрийский паравелогонщик
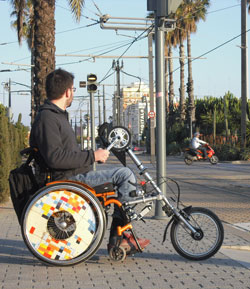
Хэндбайк-трансформер
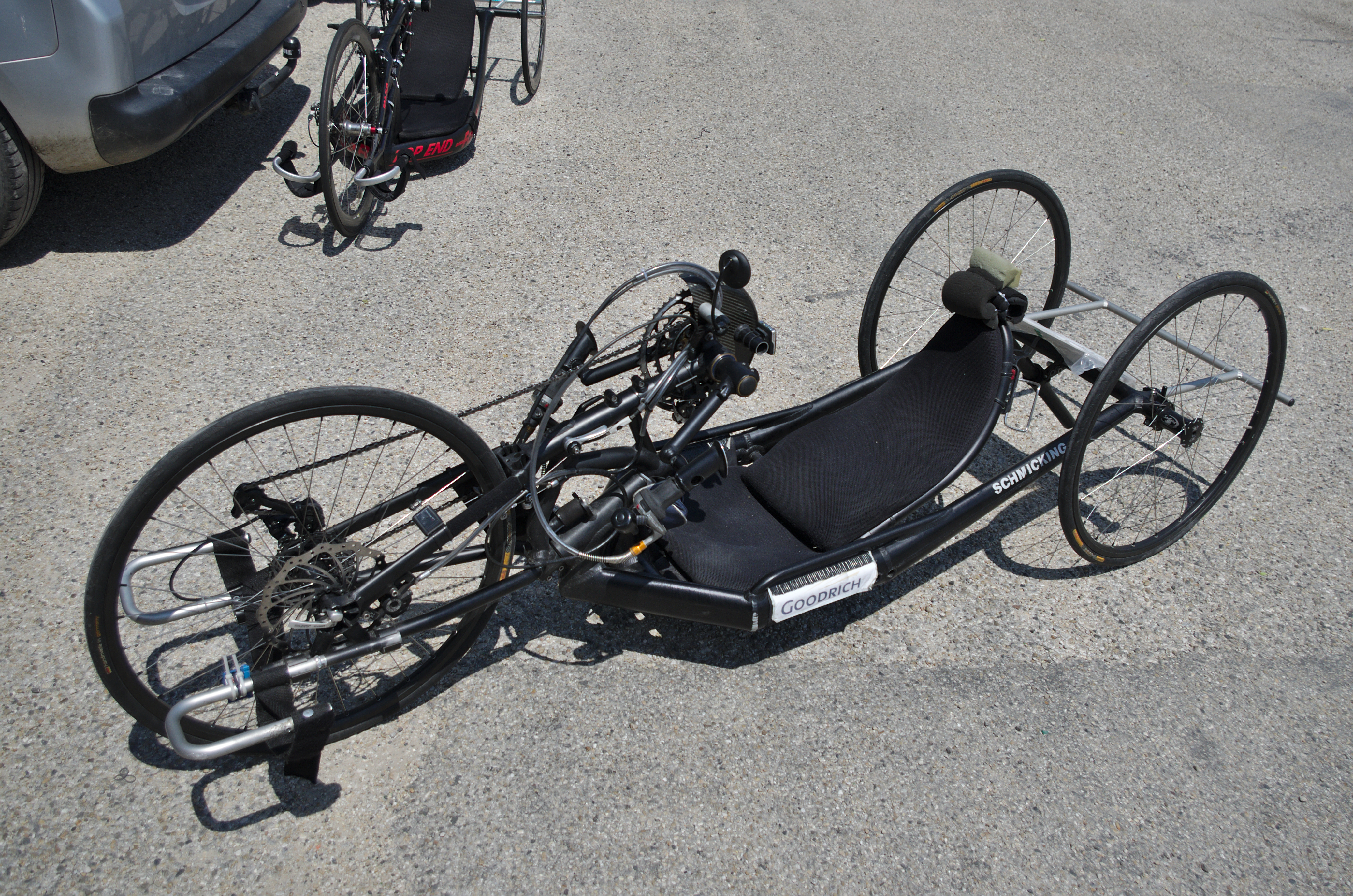
Хэндбайк, используемый на чемпионате Франции по паравелоспорту